# Georges Tainturier
Georges Charles Armand Tainturier (Labruyère, 1890. május 20. – Köln, 1943. december 7.) olimpiai és világbajnok francia párbajtőrvívó.